# Clan Ricci
Il clan Ricci, noto anche come Ricci-Saltalamacchia, è un sodalizio camorristico operante sul territorio dei Quartieri Spagnoli nella città di Napoli.

## Storia
Cresciuto in seguito al declino dei Di Biasi, composto da alcuni ex affiliati ai Mazzarella e da numerosi pregiudicati della zona della Torretta, guidati da un emergente e giovane soggetto della famiglia Frizziero.
Il clan è retto da Enrico Ricci (detto “Giacumino ‘e Fravulella”), ex commerciante, e dai suoi due figli Marco e Gennaro.
In contrasto con il clan degli Elia del Pallonetto di Santa Lucia, i Ricci hanno stretto un sodalizio con il, ora estinto, clan dei Sarno, presenti nei Quartieri Spagnoli con l'affiliato Antonio D'Amico (detto o' Fraulella). Tale sodalizio mirerebbe principalmente agli introiti del circuito estorsivo attivabile nel locale ambito socioeconomico, caratterizzato da numerose strutture alberghiere, locali notturni e di intrattenimento ed ormeggi per grosse imbarcazioni da diporto.
L'alleanza tra i Ricci ed i Sarno era alla radice di diversi episodi criminali, in particolare in seguito alla scarcerazione di Marco Mariano, tra cui l'episodio accaduto a Montesanto il 26 maggio 2009, nel quale ha perso la vita un fisarmonicista rumeno, Petru Birladeandu, ed è stato ferito un ragazzo di 14 anni nel corso di una sparatoria tra la folla.
Dopo alcuni episodi criminali, nel settembre 2008, un tentativo di mediazione effettuato dai Sarno di Ponticelli per riappacificare gli Elia con i Ricci portò ad un breve periodo di tregua, ma il mancato trasferimento di Gennaro Ricci (figlio di Enrico Ricci) a un altro quartiere di Napoli, che era il prezzo dell'accordo, fece saltare nuovamente gli equilibri malavitosi in zona.
Con la scarcerazione di Antonio D'Amico, fratellastro di Giacomino o' Fravulella e zio di Marco Ricci , uno dei fermati per l'omicidio del giovane rumeno, la famiglia Ricci punta a controllare i Quartieri Spagnoli,  supportata da quel che rimane del clan Sarno, cui originariamente apparteneva.

## Fatti recenti
- Dagli ultimi anni il clan Ricci ha stretto un'alleanza con i Saltalamacchia, con l'intenzione di rafforzarsi contro gli altri clan dei Quartieri Spagnoli.[4]
- Il 23 Dicembre 2019 è stato scarcerato Eduardo Saltalamacchia, membro di spicco della fazione Saltalamacchia del clan Ricci-Saltalamacchia.[5]